# Battistero di Padova
Il battistero della Cattedrale, dedicato a san Giovanni Battista, è un edificio di culto ubicato accanto al Duomo, a Padova. Conserva al suo interno uno dei più importanti cicli ad affresco del XIV secolo, capolavoro di Giusto de Menabuoi. Dal 2021 è incluso dall'UNESCO tra i patrimoni dell'umanità nel sito dei cicli di affreschi del XIV secolo di Padova.

## Storia
La costruzione dell'edificio ebbe inizio nel XII secolo su probabili preesistenze; subì vari rimaneggiamenti nel secolo successivo e venne consacrato da Guido, patriarca di Grado, ne 1281. 
Negli anni settanta del XIV secolo fu restaurato e adattato a mausoleo del Principe della città Francesco il Vecchio da Carrara e della moglie Fina Buzzaccarini che ne commissionò la decorazione, affidando il lavoro a Giusto de' Menabuoi (che trovò in seguito sepoltura all'esterno dell'edificio). La figura della committente appare con le figlie nell'episodio della nascita di Giovanni Battista e nella lunetta dove Giovanni Battista affida Fina Buzzaccarini alla Vergine, dipinto entro un arco gotico che un tempo sovrastava il sepolcro della nobile coppia. 
Con la caduta della signoria carrarese, nel 1405, i soldati veneziani demolirono le monumentali sepolture e coprirono con pittura verde i numerosi emblemi di Francesco il Vecchio.
Restaurato a più riprese nel Novecento, l'ultimo importante restauro complessivo è avvenuto nel 2020. Nel 2021 è stato incluso tra i patrimoni dell'umanità dall'UNESCO nel sito dei cicli di affreschi del XIV secolo di Padova.

## Descrizione

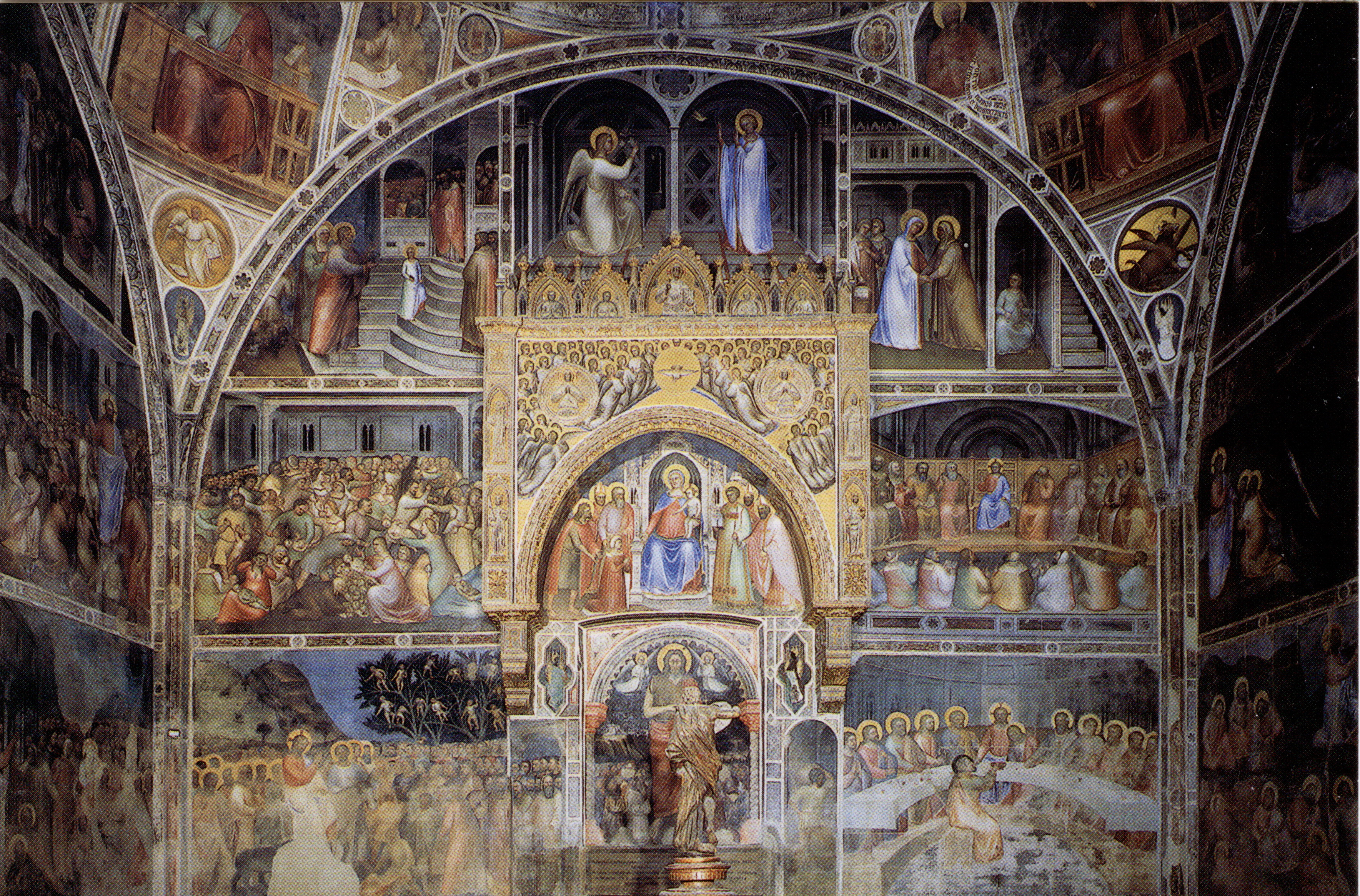
Una delle pareti affrescate

Gli affreschi con cui è decorato (1375-1376) sono considerati il capolavoro di Giusto de' Menabuoi. Rispetto alle esperienze precedenti, a Padova dovette essere colpito dalle ordinate fissità romaniche e bizantine, come testimonia il grande Paradiso nella cupola del Battistero: la scena è organizzata attorno a un Cristo Pantocratore, dove ruota un'ipnotica raggiera a più strati con angeli e santi, le cui aureole in file ordinate ricordano, guardate dal basso, le punzonature di una magnifica oreficeria. Al centro del Paradiso c'è anche la Madre di Dio orante, a guida della schiera degli eletti e tramite da Cristo e l'umanità, con un manto azzurro, affrescata in perfetto asse simmetrico con il Cristo Pantocratore. I dipinti che coprono le pareti raffigurano episodi della vita di san Giovanni Battista (a sinistra dell'ingresso), di Maria e di Gesù. Per attualizzare le vicende della Storia Sacra, tra le vicende neotestamentarie sono posti personaggi noti alla corte carrarese trecentesca. 

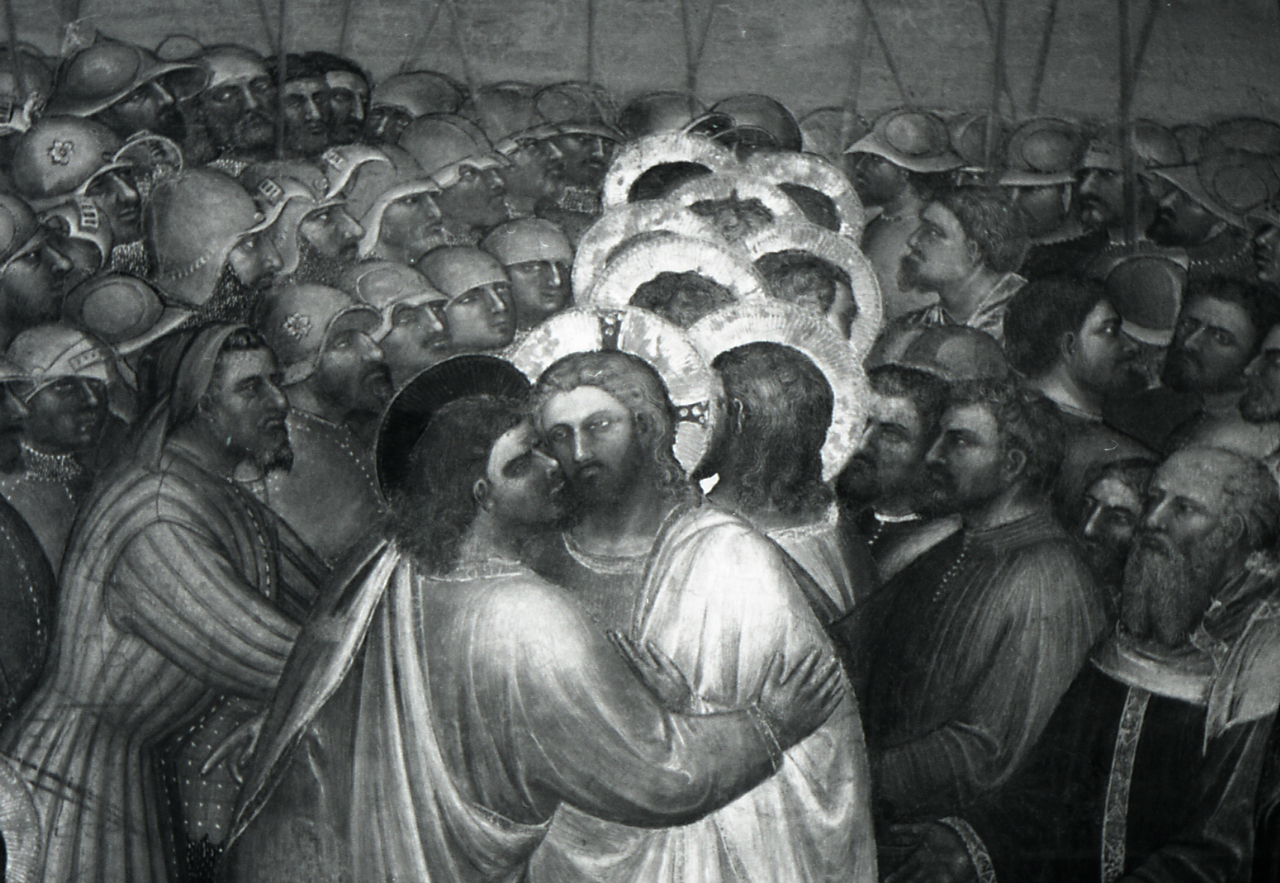
Dettaglio dell'affresco raffigurante il bacio di Giuda in una foto di Paolo Monti del 1965. Fondo Paolo Monti, BEIC

Nella parete adiacente all'altare è rappresentata la Crocifissione, quindi la discesa dello Spirito Santo (affrescata sulla cupola dell'altare). Sull'altare è posto un polittico di Giusto dei Menabuoi. Sulle pareti attorno all'altare, nell'abside,  sono affrescate figure mostruose e immagini tratte dall'Apocalisse di Giovanni.
Nel tamburo dipinse invece Storie della Genesi, sui pennacchi i Profeti ed Evangelisti, dove già dimostrò un estro meno bizantino, come le figure inserite entro veridiche stanze illusionisticamente dipinte. Anche nelle Storie di Cristo e del Battista, sulle pareti, compaiono delle architetture finemente calcolate, dove il pittore inserì le sue solenni e statiche immagini. Più libera appare invece la raffigurazione negli episodi di contorno, come nelle Nozze di Cana, dove una schiera di servitori si muove con naturalezza nella stanza, a differenza degli statici commensali. Dall'analisi di queste scelte stilistiche si evince come l'uso o meno di effetti rétro fosse per Giusto una precisa componente volutamente cercata per fini espressivi e simbolici: è forse l'unico pittore del Trecento che ha la consapevolezza per scegliere via via quale linguaggio adoperare.
Nella scena della creazione del mondo, lo Zodiaco esprime la funzione di Cristo come signore del tempo cosmico. Dio Padre può interrompere il corso degli eventi naturali per manifestare all'uomo il proprio volere: ciò avvenne, per esempio, durante le tre ore di eclissi solare che accompagnarono l'agonia e la morte di Gesù. Attraverso gli angeli, qui rappresentati, Dio domina e neutralizza l'influsso degli antichi demoni planetari sul mondo sublunare. E con lo Zodiaco Giusto riproduce la divisione aristotelica fra mondo astrale e mondo sublunare.
All'altare maggiore è collocato un grande polittico dello stesso Giusto de' Menabuoi realizzato negli stessi anni degli affreschi. L'opera, purtroppo mancante di buona parte della carpenteria originale, è stato restaurato tra 2020 e 2021. Esso raffigura la Madonna col Bambino al centro, ed episodi della vita del Battista ai lati. Al di sopra è il Battesimo di Cristo e figure di Santi e Padri della Chiesa. Nella predella sono raffigurati, a mezzo busto, alcuni Santi e Beati padovani con al centro il Cristo in Pietà tra la Madonna e san Giovanni evangelista. Gli stemmi dei da Carrara e quello dei Buzzacarini, famiglie dei due committenti è visibile agli estremi di essa.

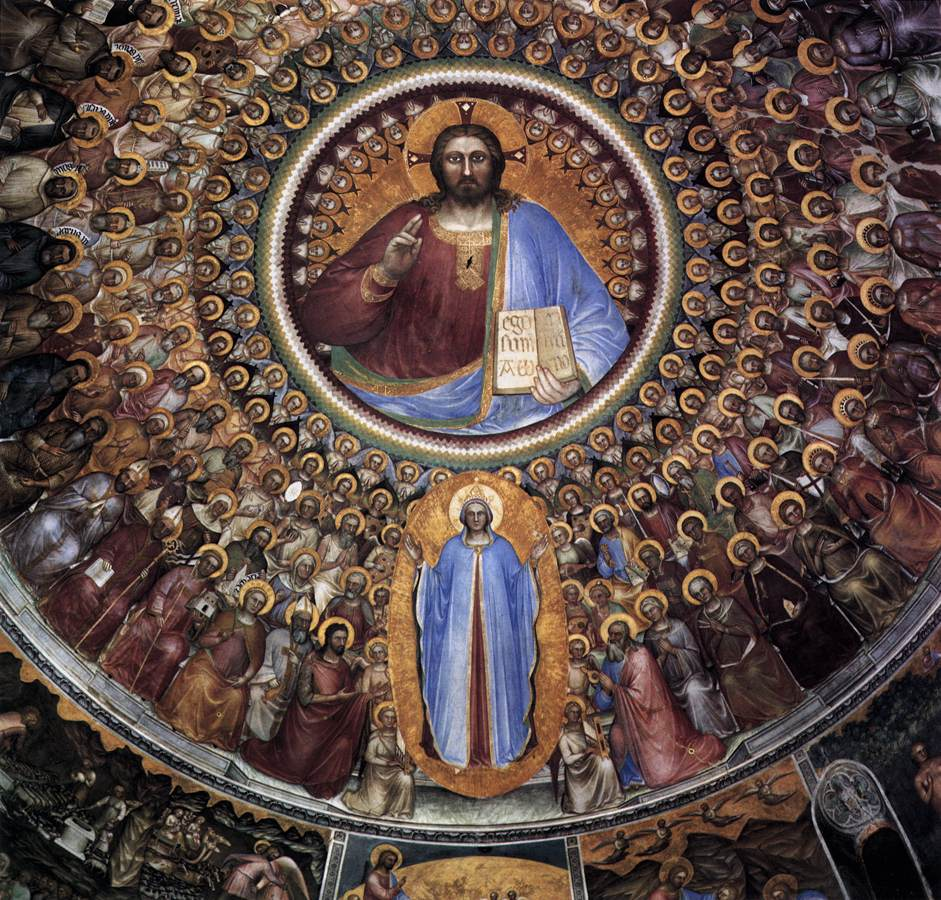
La volta del battistero
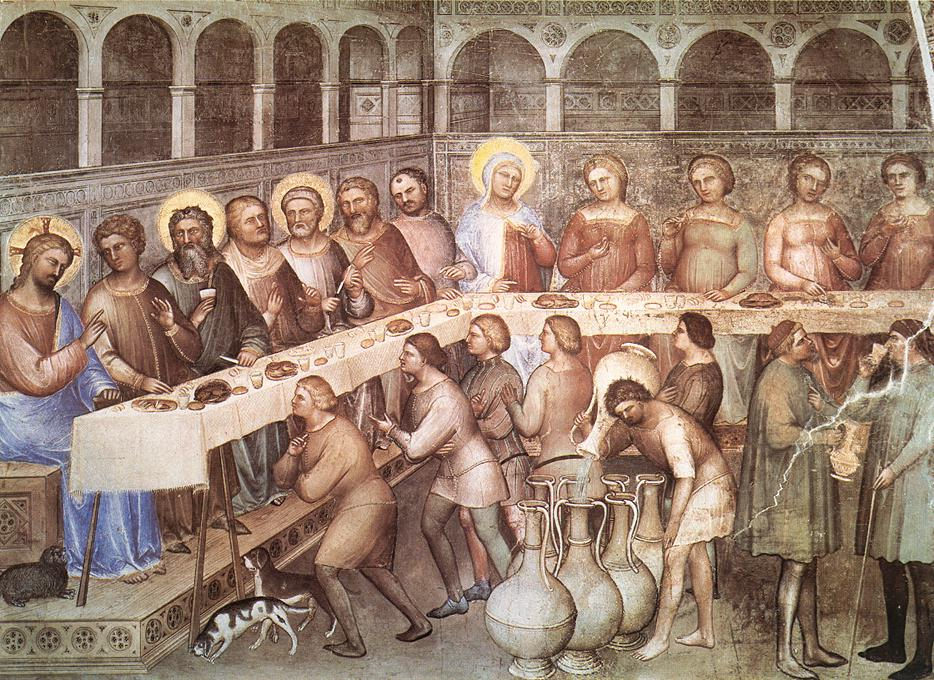
Le Nozze di Cana, battistero di Padova
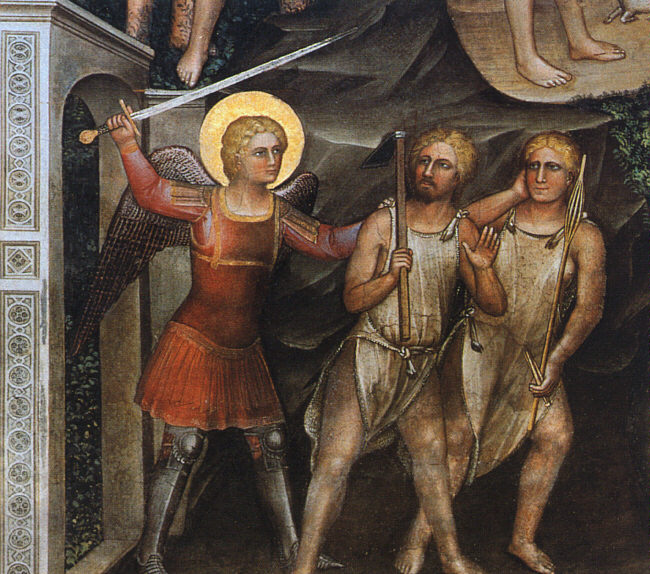
Cacciata di Adamo ed Eva, Battistero di Padova
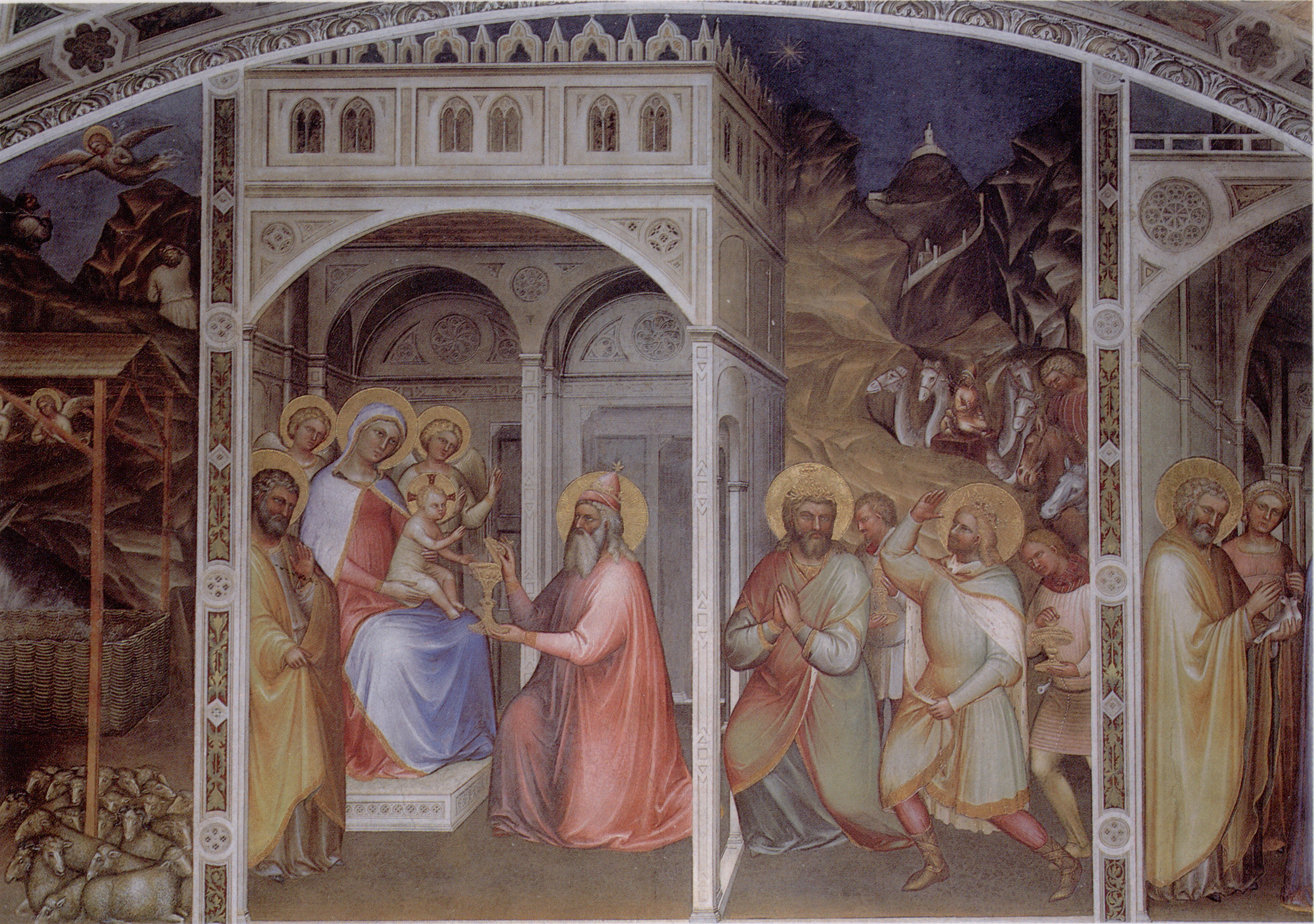
I re magi, battistero di Padova
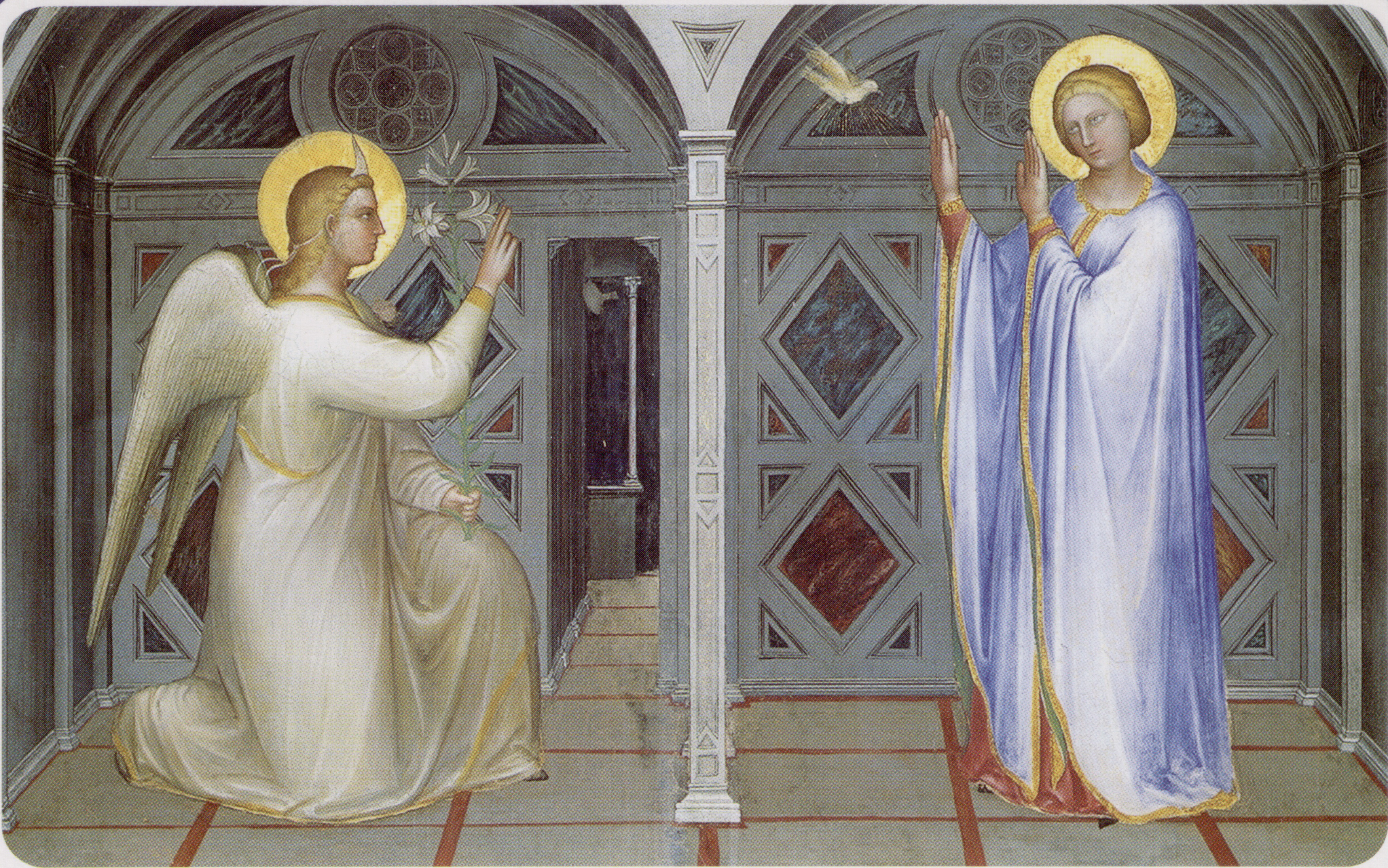
Annunciazione, battistero di Padova
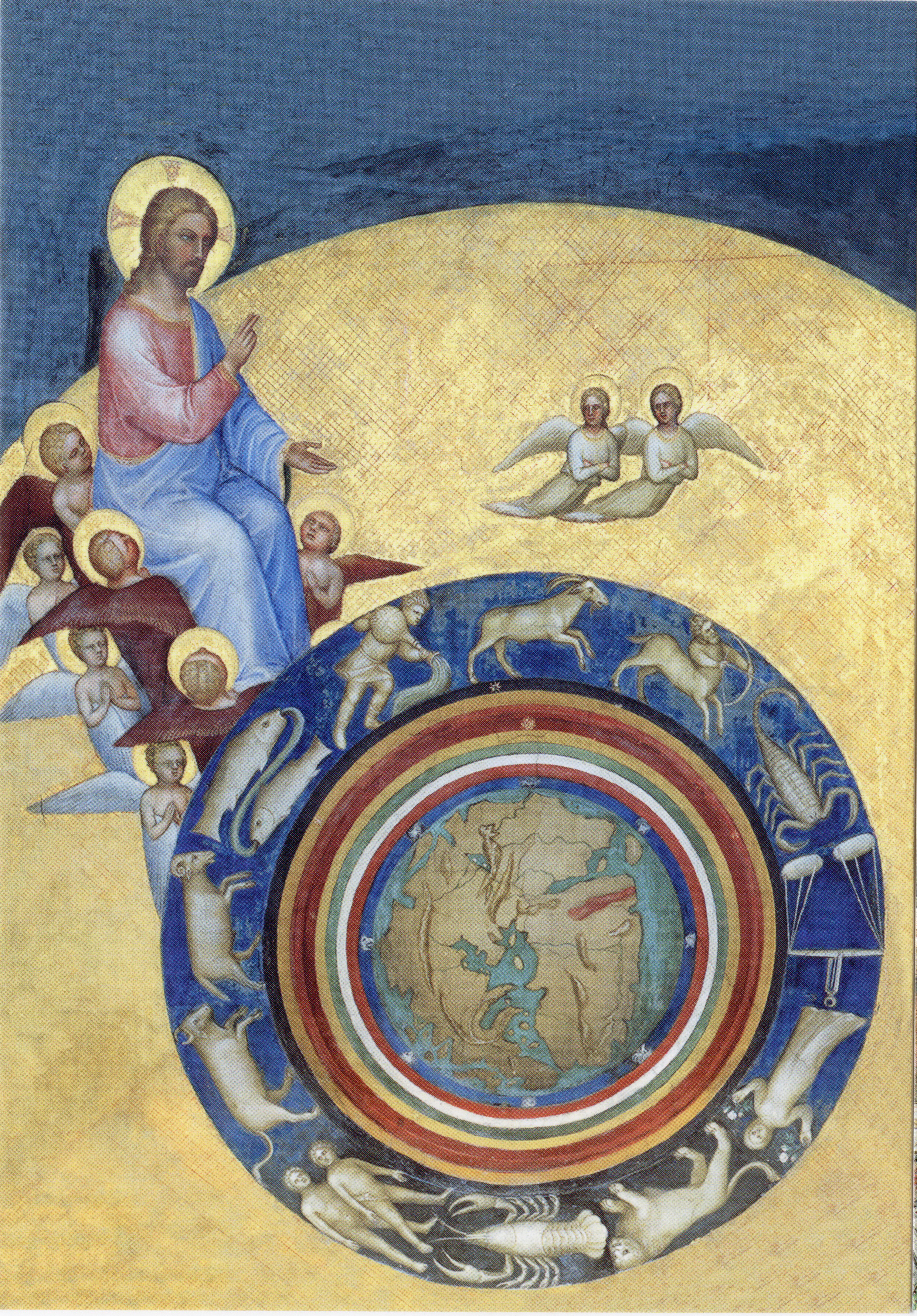
La creazione del mondo, battistero di Padova